# デミャンスク盾章
デミャンスク盾章(ドイツ語: Demjanskschild)は、ナチス・ドイツの袖用盾章。第二次世界大戦のデミャンスク包囲戦で奮戦した者を対象に、アドルフ・ヒトラーによって設立された。

## デザイン
一番上に国家鷲章が、その両脇にトーチカがある。それらの下に盾章の名前を表す「DEMJANSK」の文字が書かれている。
盾の主要部には、交差する2本の剣と、その上を飛行する飛行機が正面から描かれている。飛行機のプロペラは曲がったものと真っ直ぐなものの2種類が存在した。
盾章は当初銀メッキを施した亜鉛が材料に使用されていたが、最終的には安価な亜鉛に取って代わった。
盾章を佩用するときは裏に当て布をするが、その色は所属組織によって分けられていた。
- 緑：陸軍
- 青：空軍
- 黒：装甲部隊